# Harold Shipman
Harold Frederick Shipman (14. ledna 1946, Nottingham, Spojené království – 13. ledna 2004, věznice Wakefield, Spojené království) byl britský lékař a sériový vrah patřící mezi vrahy s nejvyšším počtem obětí na světě.
Dne 31. ledna 2000 byl za patnáctinásobnou vraždu odsouzen k doživotnímu vězení a soud doporučil, aby nikdy nedošlo k jeho propuštění.
Po jeho odsouzení se 1. září 2000 rozběhlo téměř dva roky trvající vyšetřování dalších vražd připisovaných Shipmanovi a vznikl takzvaný Shipmanův spis (The Shipman Inquiry). Zhruba 80 % jeho obětí tvořily ženy a nejmladší obětí byl jednačtyřicetiletý muž. Na základě Shipmanových činů došlo k mnoha úpravám systému britské zdravotní péče (tzv. „Shipmanův efekt“). Harold Shipman je jediný lékař z Velké Británie, který byl odsouzen za vraždu svých pacientů.
Harold Shipman spáchal den před svými osmapadesátými narozeninami sebevraždu oběšením.

## Mládí a kariéra
Harold Frederick Shipman se narodil v Nottinghamu jako druhé ze tří dětí Very a Harolda Shipmanových. Rodina pocházela z nižších vrstev společnosti (otec byl řidičem nákladního automobilu, matka v domácnosti) a vyznávali metodismus. Shipman měl obzvláště blízký vztah ke své matce, která 21. června 1963 v jeho sedmnácti letech zemřela na rakovinu plic. Okolnosti její smrti zformovaly Shipmanův budoucí modus operandi – v pozdních fázích nemoci měla doma lékařem předepsaný morfin. Shipman byl svědkem utrpení v závěru matčina života až do terminálního stádia její nemoci.
Harold Shipman vystudoval medicínu na univerzitě v Leedsu, titul získal roku 1970. Začal pracovat v nemocnici v Pontefractu a roku 1974 se stal praktickým lékařem v Abraham Ormerod Medical Centre v Todmordenu. V roce 1975 dostal pokutu 600 liber za to, že si sám předepisoval Meperidin. Mimo pokutu měl nařízeno protidrogové léčení na klinice v Yorku.
Roku 1977 nastoupil jako praktický lékař do Donneybrook Medical Centre v Hyde u Manchesteru. Na tomto místě pracoval po celá osmdesátá léta; roku 1993 si otevřel soukromou ordinaci a stal se váženým členem lékařské komunity.

## Odhalení
V březnu roku 1998 vyjádřila doktorka Linda Reynoldsová z Brooke Surgery v Hyde na podnět Deborah Massey z pohřebního ústavu Frank Massey and Son's obavy koroneru Johnu Pollardovi z jihomanchesterského okrsku, ohledně vysokého počtu úmrtí mezi pacienty doktora Shipmana. Byla znepokojena vysokým počtem kremačních protokolů které potvrzovala pro starší ženy, pacientky doktora Shipmana. Záležitost byla předána policii, která nebyla schopná najít vhodné důkazy pro vznesení obvinění. V Shipmanově spise je policie obviňována z toho, že na tento případ nasazovala nezkušené policisty. Vyšetřování bylo uzavřeno 17. dubna 1998 a v období mezi tímto datem a jeho zatčením, stihl Shipman zavraždit ještě další tři osoby. Poslední obětí byla Kathleen Grundyová, která byla nalezena mrtvá ve svém domě 24. června 1998. Doktor Shipman byl posledním člověkem, který ji spatřil živou a také podepsal její úmrtní list, kde je jako příčina smrti označen vysoký věk.
Dcera Kathleen Grundyové, právnička Angela Woodruffová, byla znepokojena závětí své matky, která Angelu a její děti z dědictví vylučovala a doktora Shipmana učinila univerzálním dědicem. Její dědictví činilo 386 000 liber (v hodnotě z roku 2015 asi 610 000 liber neboli 22,5 miliónů korun). Platnost závěti byla Angelou zpochybňována a celá záležitost předána policii, která zahájila vyšetřování. Ostatky Kathleen Grundyové byly exhumovány a bylo zjištěno, že obsahují stopy po diamorfinu, který se užíval k tišení bolestí u pacientů v terminálním stádiu rakoviny. Shipman byl 7. září 1998 zatčen a bylo zjištěno, že vlastní psací stroj stejného typu, na jakém byla sepsána podvržená závěť.
Při následujícím vyšetřování bylo odhaleno patnáct případů úmrtí Shipmanových pacientů, kterým lékař podával smrtelné dávky diamorfinu, podepisoval jejich úmrtní protokoly a falšoval lékařské záznamy tak, že lživě vypovídaly o chatrném zdraví těchto pacientů.
V knize novinářů Briana Whittlea a Jeana Ritchieho Prescription For Murder (Předpis na vraždu) jsou uvedeny dvě teorie, proč vlastně Harold Shipman zfalšoval závěť Kathleen Grundyové. Podle první z nich se chtěl nechat chytit, protože se mu jeho jednání vymykalo z rukou; druhá hovoří o tom, že chtěl ve svých 55 letech odejít na důchod a odcestovat z Británie.

## Soud a uvěznění
Soud s doktorem Haroldem Shipmanem, kterému předsedal Sir John Thayne Forbes, začal 5. října 1999. Shipman byl obviněn z vražd Marie Westové, Irene Turnerové, Lizzie Adamsové, Jean Lilleyvové, Ivy Lomasové, Muriel Grimshawové, Marie Quinnové, Kathleen Wagstaffové, Bianky Pomfretové, Norah Nuttallové, Pamela Hillierové, Maureen Wardové, Winifred Mellorové, Joan Meliové a Kathleen Grundyové, které všechny zemřely mezi lety 1995 a 1998.
Po šestidenním jednání shledala porota dne 31. ledna 2000 doktora Harolda Fredericka Shipmana vinným ze zavraždění patnácti osob smrtící injekcí a z padělání závěti Kathleen Grundyové. Byl odsouzen k patnácti po sobě následujícím doživotním vězením, a soudce doporučil, aby nebyl nikdy propuštěn. Za padělání dokumentu byl Shipmanovi uložen čtyřletý trest odnětí svobody. O dva roky později potvrdil ministr vnitra David Blunkett Shipmanovo doživotí.
General Medical Council (GMC, obdoba České lékařské komory) oficiálně vyškrtla doktora Shipmana ze svého registru 11. ledna 2000.
Shipman po celou dobu popíral svou vinu a napadal vědecké důkazy proti němu. O svých činech nikdy nevydal žádné prohlášení. Jeho obhajoba byla postavena na oddělení vraždy paní Grundyové, u které byl jasný motiv, od ostatních čtrnácti, kde motiv prokázán nebyl. Manželka Primose Shipmanová rovněž popírala manželovu vinu.
Harold Shipman mohl být zřejmě souzen i za mnoho jiných vražd svých pacientů, avšak ze strany úřadů bylo rozhodnuto, že přidávání dalších vražd by z důvodu velké publicity značně zkomplikovalo spravedlivý průběh soudního řízení. Vzhledem k odsouzení doktora Shipmana v prvním procesu, nebyl již další soud nezbytný. Shipmanův spis uvádí, že byl tento lékař zodpovědný za smrt celkem asi 250 pacientů a také že byl rekreačním uživatelem drog.
Přes žaloby na doktory Johna Bodkina Adamse (1957), Leonarda Arthura (1981) a Thomase Lodwiga (1990) je Harold Frederick Shipman jediným britským lékařem, který byl odsouzen za vraždu svého pacienta. Podle historičky Pamely Cullenové byl doktor Adams také sériovým vrahem, ovšem z důvodu nedostatků v tehdejším systému byl shledán nevinným. H. G. Kinnel, autor British Medical Journal, také vyslovil domněnku, že si Shipman bral doktora Adamse za svůj vzor.

## Smrt
Harold Shipman spáchal 13. ledna 2004 v 6:20 ve své vězeňské cele sebevraždu. Den poté by se dožil svých 58. narozenin. Podle zjištění vězeňské služby se oběsil na prostěradle, které připevnil k okenním mřížím. V době po Shipmanově sebevraždě vyjádřila britská bulvární média radost nad touto událostí a nabádala ostatní sériové vrahy, aby následovali Shipmanova příkladu. Například deník The Sun uveřejnil na první straně článek s titulkem „Ship Ship hooray!“ (Ship Ship hurá!).
Někteří členové rodin obětí se cítili být podvedeni, protože Shipmanova smrt znamenala, že se nikdy nedočkají jeho přiznání k činům a nedozví se, co jej k vraždám vedlo.
| „                                        | Ráno vstanete, zavolají vám, že se Shipman zabil a vy přemýšlíte, jestli není příliš brzy na panáka. Pak ale zjistíte, že je kvůli tomu hodně lidí naštvaných. | “ |
| — David Blunkett, britský ministr vnitra | |   |

Shipmanova smrt rozdělila britský tisk. Deník The Sun Shipmanovu sebevraždu oslavoval, deníky The Guardian a Daily Mirror jej nazvaly zbabělcem a The Daily Telegraph obviňoval královskou vězeňskou službu z toho, že sebevraždě nezabránila. The Independent oproti tomu požadoval prošetření celé záležitosti a vyhodnocení stavu britských věznic a podmínek, v jakých vězni žijí. Bývalý vrchní vězeňský inspektor Sir David Ramsbotham uveřejnil v Guardianu, že by trest doživotního vězení měl být nahrazen trestem s neurčitou dobou trvání odnětí svobody. To by podle Sira Davida dávalo odsouzením alespoň nějakou šanci na propuštění a snížilo pravděpodobnost sebevražd ve věznicích. Dalším přínosem tohoto kroku mělo být to, že by byli odsouzení lépe zvládnutelní pro vězeňský personál.
Přesný motiv k sebevraždě Harolda Shipmana nebyl nikdy vyjasněn, ačkoli prokazatelně sdělil pracovníkovi probační služby, že o sebevraždě uvažuje. Důvodem k činu měl být to, že pokud by zemřel do svých 60 let, měla by jeho manželka nárok na rentu, přestože on tento svůj nárok ztratil. Po dobu věznění byl Shipman nabádán k tomu, aby navštěvoval kurz, který jej měl motivovat k přiznání viny. Když kurz odmítl, ztratil nárok na některé výhody, například již nadále nemohl telefonovat manželce. Tyto výhody mu byly navráceny týden před sebevraždou. Navíc je možné, že Primose také začala pochybovat o nevině svého manžela. Podle Shipmanova spoluvězně Tonyho Fleminga obdržel Shipman dopis od své manželky, ve kterém jej nabádala, aby jí řekl celou pravdu, ať už je jakákoli.

## Důsledky
V lednu 2001 začal detektiv Chris Gregg vyšetřovat 22 podezřelých úmrtí na území West Yorkshire. Následně bylo v Shipmanově spise uveřejněno, že doktor Shipman mezi lety 1975 a 1998 usmrtil 215 svých pacientů. Podle soudkyně Janet Smithové, která zprávu vydala, existuje mnoho dalších podezřelých úmrtí starších žen, která nelze jednoznačně připsat Haroldu Shipmanovi.
Ve své šesté a poslední zprávě z 24. ledna 2005 Janet Smithová uvedla, že Shipman zavraždil tři osoby, a že o dalších čtyřech úmrtích (včetně čtyřleté dívky, která zemřela v počátcích Shipmanovy kariéry) má vážné pochybnosti. Smithová dospěla k závěru, že celkově v letech 1971 – 1998 zavraždil doktor Harold Shipman 250 osob. Během jeho lékařské praxe zemřelo celkem 459 jeho pacientů, ovšem není jasné, kolik z nich bylo Shipmanovými oběťmi.
V Shipmanově spise jsou také doporučeny změny ve struktuře General Medical Council.
General Medical Council (GMC) obvinila šest lékařů, kteří podepsali kremační zprávy pro pacienty doktora Shipmana, z pochybení. Podle GMC si měli všimnout souvislosti mezi Shipmanovými návštěvami pacientů a jejich úmrtími. Všichni obvinění byli shledáni nevinnými. V říjnu 2005 bylo podobné obvinění vzneseno proti dvěma jiným lékařům, kteří pracovali v roce 1994 v Tamesidské nemocnici. Ti podle GMC měli odhalit, že doktor Shipman úmyslně podával pacientům nadměrné dávky morfinu.
Roku 2005 vyplynulo z vyšetřování Shipmanovy sebevraždy, že tomuto činu nebylo možno zabránit a nebylo jej možno předvídat, ale vězeňské postupy by přesto měly být přezkoumány.
Taktéž vyšlo najevo, že doktor Shipman kradl svým pacientům šperky. V roce 1998 byly v garáži Shipmanových nalezeny ukryté cennosti v hodnotě přesahující 10 000 liber. Roku 2005 byly rodiny pozůstalých (na nátlak Primose Shipmanové) ze strany policie kontaktovány, aby nalezené šperky identifikovaly. Šperky, jejichž vlastnictví nebylo prokázáno, byly prodány v aukci a utržené peníze poukázány Tamesidské dobročinné společnosti.
V parku ve městě Hyde byl 30. července 2005 odkryt památník Shipmanovým obětem, nazvaný Zahrada klidu (Garden of Tranquillity).
V srpnu 2009 byly v aukci nabízeny Shipmanovy dopisy z vězení. Po stížnostech ze strany pozůstalých a médií byly dopisy z prodeje staženy.

## Shipmanův obraz v kultuře
Roku 2001 vyšel v komiksovém časopise Viz strip nazvaný Harold and Fred (They Make Ladies Dead), ve kterém kromě Shipmana vystupuje další sériový vrah Fred West. Tento počin se setkal s nenávistnou reakcí některých pozůstalých.
V roce 2002 byl natočen televizní film Shipman, který o celém případu pojednává. Na případ odkazovala také jedna z epizod amerického seriálu Diagnosis: Unknown, nazvaná Deadly Medicine (Smrtící léčba). Případ lékaře, který zabil 200 svých pacientů, vyšetřovali v jedné z epizod také hrdinové seriálu Zákon a pořádek: Zločinné úmysly.
Po Haroldu Shipmanovi byla pojmenována rodina Shipmanových v britském romantickém situačně-komediálním seriálu Gavin & Stacey. Kromě toho vyšlo v jedné z epizod najevo, že dívčí jméno hlavní ženské postavy je Westová (podle Freda a Rosemary Westových) a jedna z vedlejší postav se jmenuje stejně jako Yorkshirský rozparovač – Pete Sutcliffe. Tato epizoda se dočkala ostré kritiky ze strany syna jedné z obětí.